# Agnoshydrus schillhammeri
Agnoshydrus schillhammeri är en skalbaggsart som beskrevs av Wewalka 1999. Agnoshydrus schillhammeri ingår i släktet Agnoshydrus och familjen dykare. Inga underarter finns listade i Catalogue of Life.